# Saint-Cirq, Tarn-et-Garonne
Saint-Cirq là một xã của tỉnh Tarn-et-Garonne, thuộc vùng Occitanie, miền nam nước Pháp.